# Robinson Crusoe

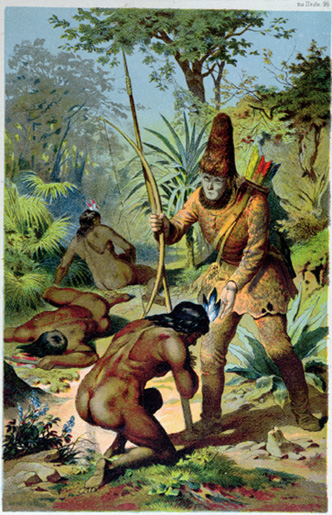
Robinson Crusoe rescatant el seu company Divendres dels caníbals

Robinson Crusoe és una novel·la de l'escriptor Daniel Defoe, publicada per primer cop el 1719 i de vegades considerada la primera novel·la escrita en anglès. El llibre podria estar inspirat en el relat d'Alexander Selkirk, un mariner escocès que va passar molt de temps sol en l'arxipèlag Juan Fernández.
En el cas de la novel·la, es tracta d'una autobiografia fictícia del personatge del títol, un nàufrag anglès que passa 28 anys en una illa remota. L'obra és una de les més venudes de la literatura abans del segle XX i va esdevenir un clàssic dels llibres d'aventures i la literatura juvenil, fins al punt de donar nom a tot un gènere literari, la robinsonada.

## Argument
Robinson Crusoe naufraga durant un viatge en vaixell i és arrossegat fins a una illa deserta, on viurà 28 anys. La por al desconegut envaeix el mariner, que es construeix un refugi per defensar-se dels enemics i inicia un viatge de descoberta d'ell mateix, Déu i de la geografia insular. Un dia salva qui esdevindrà el seu servidor de morir sacrificat per uns caníbals que usen l'illa com a espai ritual. Robinson li posa el nom de Divendres i l'educa com un nen petit. Tots dos junts alliberen uns anglesos de la mort en mans dels caníbals i aconseguiran la seva llibertat.

## Anàlisi
Les principals lectures crítiques han subratllat la visió defensora del colonialisme de Robinson, on l'heroi representa els valors de la civilització occidental, que imposa al nadiu, presentat com a menys avançat. L'organització del temps per a la supervivència és un reflex de les teories econòmiques modernes, mentre que la fe en la raó, el progrés i la salvació són pròpies de la Il·lustració (la natura és vista com a font de recursos i com a món que cal domesticar amb la tècnica).

## Llegat

### Influència en el llenguatge
El llibre va resultar ser tan popular que els noms dels dos protagonistes principals, Crusoe i Friday, han entrat a la llengua. Durant la Segona Guerra Mundial, les persones que van decidir quedar-se i amagar-se a les ruïnes de la ciutat de Varsòvia, ocupada pels alemanys, durant un període de tres mesos d'hivern, des d'octubre fins a gener de 1945, quan van ser rescatades per l’Exèrcit Roig, van ser anomenades més tard Robinson Crusoes de Varsòvia (Robinsonowie warszawscy). Robinson Crusoe normalment es referia al seu servent com el meu home Divendres, d'on va sorgir el terme Home Divendres (o Noia Divendres).

### Influència en la literatura
Robinson Crusoe va marcar l'inici de la ficció realista com a gènere literari. El seu èxit va portar a molts imitadors; i les novel·les de nàufrags, escrites per Ambrose Evans, Penelope Aubin el segle XVIII i principis del XIX. Crusoe amb el personatge de Ben Gunn, un nàufrag amable que va estar abandonat durant molts anys, té un aspecte salvatge, vesteix completament de pell de cabra i parla constantment de la providència.
En el tractat sobre l'educació de Jean-Jacques Rousseau, Émile o sobre l'educació, l'únic llibre que el protagonista pot llegir abans dels dotze anys és Robinson Crusoe. Rousseau vol que Emile s'identifiqui com a Crusoe per poder comptar amb si mateix per a totes les seves necessitats. Segons Rousseau, Émile necessita imitar l'experiència de Crusoe, cosa que permet que la necessitat determini què s'ha d'aprendre i aconseguir. Aquest és un dels temes principals del model educatiu de Rousseau.

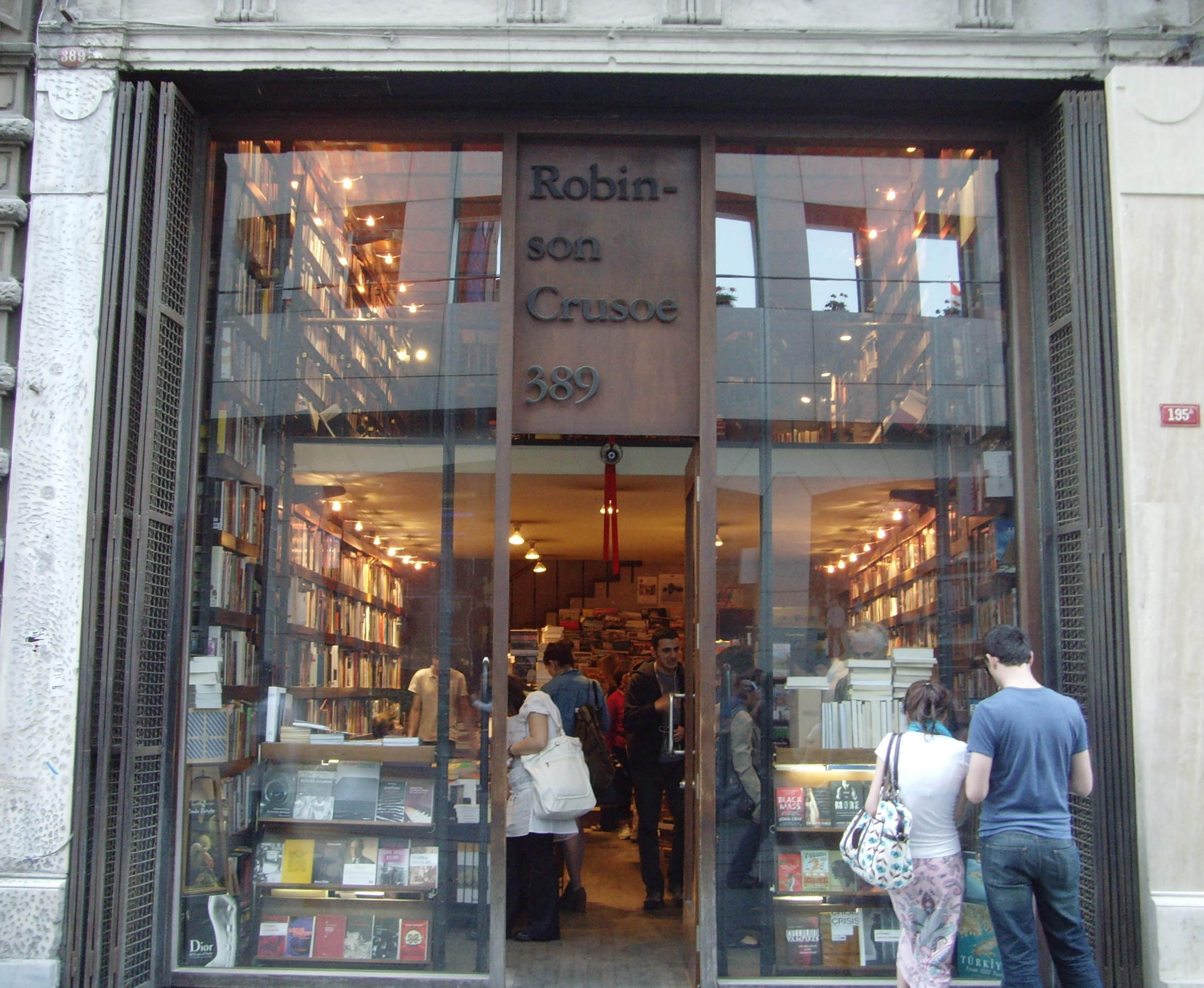
Llibreria Robinson Crusoe a l’Avinguda d'İstiklal, Istanbul

A El conte del petit porquet Robinson, Beatrix Potter dirigeix el lector a Robinson Crusoe per obtenir una descripció detallada de l'illa (la terra de l'arbre Bong) a la qual es trasllada el seu heroi epònim. A la novel·la més popular de Wilkie Collins, La pedra de la lluna, un dels personatges principals i narradors, Gabriel Betteredge, té fe en tot el que diu Robinson Crusoe i utilitza el llibre com a una mena d’endevinació. Considera Les aventures de Robinson Crusoe el millor llibre mai escrit, el llegeix una vegada i una altra, Friday, o, The Other Island (en francès Vendredi ou les Limbes du Pacifique) el 1967. La seva novel·la explora temes com la civilització versus la natura, la psicologia de la solitud, així com la mort i la sexualitat en una recreació de la història de Robinson Crusoe de Defoe. El Robinson de Tournier decideix quedar-se a l'illa, rebutjant la civilització quan se li ofereix l'oportunitat d'escapar 28 anys després de naufragar. Així mateix, el 1963, J. M. G. Le Clézio, guanyador del Premi Nobel de Literatura del 2008, va publicar la novel·la Le Proces-Verbal. L’epígraf del llibre és una cita de Robinson Crusoe, i com Crusoe, el protagonista de la novel·la, Adam Pollo, pateix llargs períodes de solitud.
Crusoe a Anglaterra, el Poema 183 d’Elizabeth Bishop, imagina Crusoe cap al final de la seva vida, recordant el seu temps d'exili amb una barreja de perplexitat i penediment.
La novel·la Foe de J.M. Coetzee de 1986 relata la història de Robinson Crusoe des de la perspectiva d'una dona anomenada Susan Barton.
Altres històries que comparteixen temes similars a Robinson Crusoe són El senyor de les mosques (1954) de William Golding, L'illa de formigó (1974) de J.G. Ballard, El marcià (2011) d’Andy Weir.

#### Crusoisme invertit
El terme crusoeisme invertit va ser encunyat per J.G. Ballard. El paradigma de Robinson Crusoe ha estat un tema recurrent en l'obra de Ballard. Mentre que el Robinson Crusoe original es va convertir en un nàufrag contra la seva pròpia voluntat, els protagonistes de Ballard sovint opten per abandonar-se; d'aquí el crusoeisme invertit (per exemple, Concrete Island). El concepte proporciona una raó per la qual la gent s'abandonaria deliberadament en una illa remota; en l'obra de Ballard, fer-se nàufrag és tant un procés curatiu i empoderador com un procés d'atrapament, que permet a les persones descobrir una existència més significativa i vital.

### Adaptacions de còmics
La història també va ser il·lustrada i publicada en format de còmic per Classics Illustrated el 1943 i el 1957. La versió de 1957, molt millorada, va ser entintada/dibuixada a llapis per Sam Citron, conegut sobretot per les seves contribucions als primers números de Superman. L'il·lustrador britànic Reginald Ben Davis va dibuixar una versió femenina de la història titulada Jill Crusoe, Castaway (1950–1959).
Bob Mankoff, editor de dibuixos animats de The New Yorker, atribueix el gènere dels dibuixos animats d'illes desertes, que van començar a aparèixer a la publicació a la dècada del 1930, a la popularitat de Robinson Crusoe.

### Adaptacions escèniques
Una versió pantomima de Robinson Crusoe es va representar al Theatre Royal de Drury Lane el 1796, amb Joseph Grimaldi com a Pierrot a l’arlequinada. L'obra es va tornar a produir el 1798, aquesta vegada protagonitzada per Grimaldi com a pallasso. El 1815, Grimaldi va interpretar Divendres en una òpera còmica anomenada Robinson Crusoé, que es va representar per primera vegada a l’Opéra-Comique de París el 23 de novembre de 1867. Això es basava en la versió de pantomima britànica en lloc de la novel·la en si. El llibret era d’Eugène Cormon i Hector-Jonathan Crémieux.
Hi ha hagut diverses altres adaptacions teatrals, com ara les d'Isaac Pocock, Jim Helsinger i Steve Shaw i un musical de Victor Prince.

### Adaptacions cinematogràfiques
Hi ha una pel·lícula muda de 1927 titulada Robinson Crusoe. La pel·lícula soviètica en 3D Robinson Crusoe es va produir el 1947.
Una de les primeres adaptacions encara disponibles data del 1932 titulada Mr. Robinson Crusoe. Aquesta pel·lícula va ser produïda per Douglas Fairbanks Sr i dirigida per Eddie Sutherland. Ambientada a Tahití, la pel·lícula retrata Steve Drexel, el personatge principal, intentant sobreviure en una illa deserta durant gairebé un any. Aquesta pel·lícula no va tenir gaire èxit.
Luis Buñuel va dirigir Les aventures de Robinson Crusoe, protagonitzada per Dan O'Herlihy, estrenada el 1954. Luis Buñuel va filmar un relat que a primera vista semblava una narració força senzilla i directa de Robinson Crusoe. Un gran aspecte destacable d'aquesta pel·lícula és que Buñuel trenca les tradicions de les pel·lícules anteriors de tenir Divendres com a esclau i Crusoe com a amo. Els dos aconsegueixen fer-se amics i funcionen essencialment com a iguals.
El 1966, Byron Haskins aconsegueix subratllar l'eliminació i el camp de Crusoe del planeta vermell que anomenem Mart. El nostre personatge principal coneix un personatge semblant al divendres, però no fa cap esforç per entendre el seu llenguatge. Com al llibre, en aquesta pel·lícula, Divendres intenta escapar d'uns amos cruels. Aquesta pel·lícula té molt d'atractiu per als aficionats a les històries d'aventures i té un estil visual distintiu que afegeix caràcter.
El 1968, l'escriptor i director estatunidenc Ralph C. Bluemke va fer una versió familiar de la història titulada Robby, en què els personatges principals eren retratats com a nens. Estava protagonitzada per Warren Raum com a Robby (Robinson Crusoe) i Ryp Siani com a Friday (que eren les primeres opcions del director per als papers). Bluemke va concebre originalment la idea mentre treballava en un banc el 1960. Donada la naturalesa i la ubicació del guió, Bluemke sabia des del principi que la pel·lícula requeriria una certa quantitat de nuesa per donar-li una sensació de realisme i autenticitat. En aquell moment, tenia la impressió que la nuesa representada a la pel·lícula seria tolerada com a natural i innocent, donat el rerefons de la història i atès que els actors implicats eren nois prepúbers. La pel·lícula no va aconseguir un acord de distribució àmplia, en part perquè els possibles distribuïdors desconfiaven de la gran quantitat de nus que hi apareixia. Sense desanimar-se, els productors van recaptar prou capital per estrenar la pel·lícula ells mateixos, actuant com a distribuïdors propis. Es va projectar en projeccions limitades a Broadway, a la ciutat de Nova York, el 14 d'agost de 1968.
Peter O'Toole i Richard Roundtree van coprotagonitzar la pel·lícula de 1975 Man Friday, que retratava sarcàsticament Crusoe com a incapaç de veure el seu company de pell fosca com a res més que una criatura inferior, mentre que Friday és més il·lustrat i comprensiu. El 1988, Aidan Quinn va interpretar Robinson Crusoe a la pel·lícula Crusoe. Una pel·lícula de 1997 titulada Robinson Crusoe va ser protagonitzada per Pierce Brosnan i va tenir un èxit comercial limitat. La pel·lícula del 2000 Nàufrag, amb Tom Hanks com a empleat de FedEx atrapat en una illa durant molts anys, també pren molt de la història de Robinson Crusoe.
El 1981, el director i animador txecoslovac Stanislav Látal va fer una versió de la història amb el nom de Les aventures de Robinson Crusoe, un mariner de York, combinant animació tradicional i stop-motion. La pel·lícula va ser coproduïda per l'emissora regional d'Alemanya Occidental Südwestfunk Baden-Baden.

### Adaptacions televisives
El 1964, un equip de producció cinematogràfica francès va fer una sèrie de 13 capítols de Les aventures de Robinson Crusoe. Va ser protagonitzada per Robert Hoffmann. La sèrie en blanc i negre va ser doblada a l'anglès i a l'alemany. Al Regne Unit, la BBC el va emetre en nombroses ocasions entre 1965 i 1977.
La sèrie de televisió Crusoe del 2008–2009 va ser una sèrie de 13 capítols creada per Stephen Gallagher.
Dues sèries de televisió de realitat dels anys 2000, Expedition Robinson i Survivor, tenen els seus concursants intentant sobreviure en un lloc aïllat, normalment una illa. El concepte està influenciat per Robinson Crusoe.